# Anoplius
Anoplius ist eine Gattung der Wegwespen (Pompilidae). In Europa treten 10 Arten auf.

## Merkmale
Bei den Arten der Gattung Anoplius handelt es sich um mittelgroße Wegwespen. Kopf und Thorax haben keine deutlichen Punktierungen, sind jedoch mit aufgerichteten, dunklen Haaren versehen. Die Stirnplatte (Clypeus) ist kurz und breit, mehr oder weniger konvex und ist kurz anliegend behaart. Der apikale Rand ist abgestutzt, oder mehr oder weniger konkav. Das Labrum ist teilweise oder vollständig von der Stirnplatte verdeckt. Die Mandibeln sind spitz und haben zwei zusätzliche Zähnchen. Das Metapostnotum ist kürzer als das Metanotum. Das Propodeum ist entweder deutlich gekrümmt oder schwach verlängert und hat unscheinbare Mikrostrukturen. Bei den Weibchen ist der Hinterleib stämmig und breiter als der Thorax. Das sechste Tergum ist kegelförmig und hat an der Spitze zahlreiche fast aufgerichtete Borsten. Die Klauen haben ventral einen kleinen Zahn. Bei den Männchen sind alle Klauen doppelt bedornt (bifid). Die Flügel sind mit einem braunen Band am Apikalrand versehen, das Flügelmal (Pterostigma) normalerweise klein. Die Beine sind bedornt, der Tarsalkamm ist entweder gut ausgebildet oder unscheinbar.

## Lebensweise
Die Brut wird mit Spinnen aus den Familien Agelenidae, Amaurobiidae, Atypidae, Clubionidae, Gnaphosidae, Heteropodidae, Liocranidae, Lycosidae, Oxyopidae, Pisauridae, Salticidae und Thomisidae versorgt.

## Arten (Europa)
- Untergattung Anoplius
  - Anoplius alpinobalticus Wolf, 1965
  - Anoplius caviventris (Aurivillius, 1907)
  - Anoplius concinnus (Dahlbom, 1843)
  - Anoplius eous Yasumatsu, 1936
  - Anoplius nigerrimus (Scopoli, 1763)
  - Anoplius piliventris (Morawitz, 1889)
  - Anoplius tenuicornis (Tournier, 1889)
- Untergattung Arachnophroctonus
  - Anoplius infuscatus (Vander Linden, 1827)
  - Frühlings-Wegwespe (Anoplius viaticus (Linnaeus, 1758))
- Untergattung Lophopompilus
  - Anoplius samariensis (Pallas, 1771)

## Belege